# Il pelo nell'uovo (Zucchero Fornaciari)
Il pelo nell'uovo è un singolo del cantante italiano Zucchero Fornaciari pubblicato nel 1993 dall'etichetta Polydor, ed estratto dall'album Miserere del 1992.

## Descrizione
Il brano è stato scritto da Zucchero per quanto riguarda la musica e da Pasquale Panella per il testo. Si tratta della prima collaborazione tra Zucchero e il paroliere. La canzone è stata pubblicata nel formato singolo CD Maxi nel 1993. Il testo della versione inglese della canzone, intitolata Brick, è stato scritto da Frank Musker. 

## Tracce
1. Il pelo nell'uovo – 4:59 (testo: Pasquale Panella – musica: Zucchero)
2. Il mare impetuoso al tramonto salì sulla Luna e dietro una tendina di stelle... – 3:56 (Zucchero)
3. Anytime – 4:10 (testo: F. Musker – musica: Zucchero)
4. Ridammi il sole – 4:34 (Zucchero)